# Eden Silva
Eden Giselle Silva (Londen, 14 maart 1996) is een tennisspeelster uit het Verenigd Koninkrijk. Zij begon op vierjarige leeftijd met het spelen van tennis. Haar favoriete ondergrond is hardcourt. Zij speelt rechtshandig en heeft een tweehandige backhand. Zij is actief in het internationale tennis sinds 2011.

## Loopbaan
Silva speelde in 2011 haar eerste toernooi op het ITF-circuit in Sunderland. In 2014 won zij samen met landgenote Emily Webley-Smith haar eerste ITF-dubbelspeltoernooi in Sharm-el-Sheikh. 
Op het ITF-enkelspeltoernooi van Helsinki won zij in 2017 ook een titel in het enkelspel. Het jaar daarop speelde zij met de Duitse Lisa Ponomar op het WTA-toernooi van Dubai 2018 haar eerste WTA-toernooi.
In 2019 kreeg zij met landgenote Sarah Beth Grey een wildcard voor het damesdubbelspeltoernooi van Wimbledon, en speelde zij haar eerste grandslampartij. Ook voor het gemengd dubbelspel van Wimbledon kreeg zij een wildcard, samen met landgenoot Evan Hoyt – zij bereikten er de kwartfinale, waar zij werden uitgeschakeld door de latere winnaars, Latisha Chan en Ivan Dodig.

## Posities op deWTA-ranglijst
Positie per einde seizoen:
| jaar | rang enkelspel | rang dubbelspel |
| ---- | -------------- | --------------- |
| 2012 | –              | 962             |
| 2013 | 1171           | –               |
| 2014 | 710            | 496             |
| 2015 | 940            | 864             |
| 2016 | 847            | –               |
| 2017 | 569            | 900             |
| 2018 | 459            | 464             |
| 2019 | 445            | 132             |
| 2020 | 485            | 173             |
| 2021 | 461            | 151             |
| 2022 | 307            | 408             |
| 2023 | 356            | 186             |

## Resultaten grandslamtoernooien
| Legenda | Legenda                          |
| ------- | -------------------------------- |
| g.t.    | geen toernooi gehouden           |
| l.c.    | lagere categorie                 |
| –       | niet deelgenomen                 |
| G       | uitgeschakeld in de groepsfase   |
| 1R      | uitgeschakeld in de eerste ronde |
| 2R      | uitgeschakeld in de tweede ronde |
| 3R      | uitgeschakeld in de derde ronde  |
| 4R      | uitgeschakeld in de vierde ronde |
| KF      | uitgeschakeld in de kwartfinale  |
| HF      | uitgeschakeld in de halve finale |
| F       | de finale verloren               |
| W       | het toernooi gewonnen            |
| w-v     | winst/verlies-balans             |

### Enkelspel
geen deelname

### Vrouwendubbelspel
| Australian Open | –  | –  | –  | –  |
| Roland Garros   | –  | –  | –  | –  |
| Wimbledon       | 1R | 1R | 1R | 1R |
| US Open         | –  | –  | –  | –  |

### Gemengd dubbelspel
| toernooi        | 2019 |    | 2021 |
| --------------- | ---- | -- | ---- |
| Australian Open | –    | –  |      |
| Roland Garros   | –    | –  |      |
| Wimbledon       | KF   | 1R |      |
| US Open         | –    | –  |      |

## Palmares
| Legenda                 |
| ----------------------- |
| Grandslamtoernooi       |
| Olympische Spelen       |
| Year-End Championships  |
| Premier Mandatory       |
| Premier Five / WTA 1000 |
| Premier / WTA 500       |
| International / WTA 250 |
| Challenger / WTA 125    |

### WTA-finaleplaatsen enkelspel
geen

### WTA-finaleplaatsen vrouwendubbelspel
| nr.              | finale     | toernooi   | ondergrond | partner            | tegenstandsters                  | score    |         |
| ---------------- | ---------- | ---------- | ---------- | ------------------ | -------------------------------- | -------- | ------- |
| gewonnen finales |            |            |            |                    |                                  |          |         |
| geen             |            |            |            |                    |                                  |          |         |
| verloren finales |            |            |            |                    |                                  |          |         |
| 1.               | 2025-06-14 | WTA Ilkley | gras       | Vitalia Djatsjenko | Isabelle Haverlag Simona Waltert | 1-6, 1-6 | details |